# 핀칸티에리

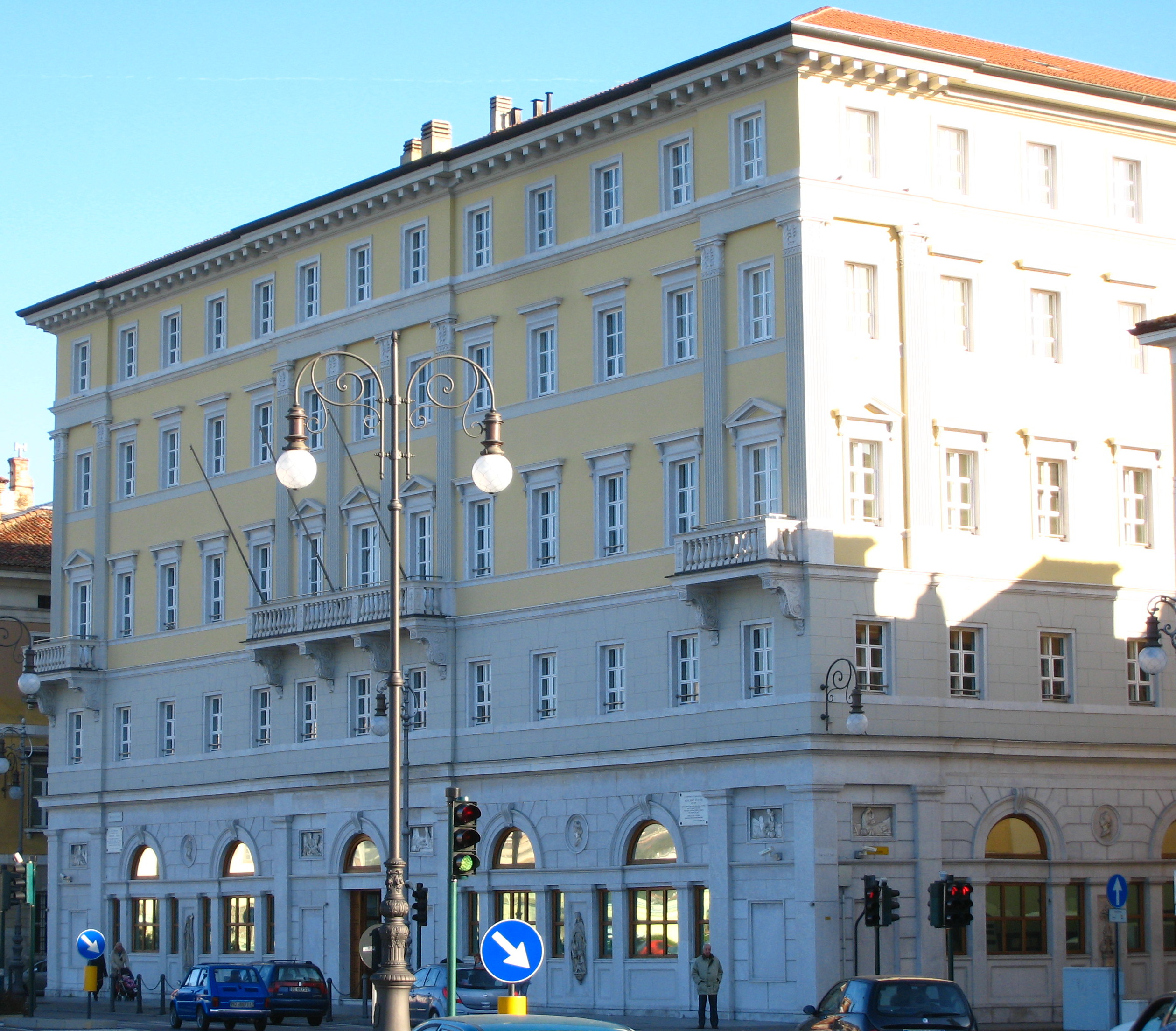

핀칸티에리(Fincantieri)는 이탈리아 트리에스테에 위치한 이탈리아의 조선사이다. 2013년 Vard의 인수 이후 유럽 최대의 조선사이며 규모가 2배로 늘어나 세계 4위가 되었다.(2014년 기준) 상용 선박과 군용 선박을 모두 건조한다.
이 기업은 보르사 이탈리아나(밀라노 주식시장)에 등재되어 있으며 FTSE 이탈리아 미드 캡 지수에 속한다.

## 개요
핀칸티에리는 상용 선박, 승객용 선박 등을 설계하고 건조하며 선박 수리에도 참여한다. 1999년 바르질라에 인수되었다.
1959년 "Società Finanziaria Cantieri Navali – Fincantieri S.p.A."라는 사명으로 설립되었다가 1984년 별개의 사업체로 분리되었다.
핀칸티에리의 직원 수는 약 10,000명이다.

## 같이 보기
- 이소타 프라스키니